# Sérgio Echigo
Sérgio Echigo (São Paulo, 28 de julho de 1945).Nissei, Sérgio Echigo (セルジオ越後 Serujio Echigo, em japonês) é um ex-futebolista e ex-treinador de futebol brasileiro, filho de imigrantes japoneses.
É considerado o inventor do drible elástico.
Atualmente é o presidente da JAFA (Japan Amputee Football Association).

## Carreira

### Futebolista
Foi revelado pelo Corinthians. Pelo time principal, atuou apenas 11 vezes (7 vitórias, 4 empates e nenhuma derrota) e não marcou nenhum gol pelo time corintiano.
Defendeu ainda os clubes brasileiros Trespontano AC, CA Bragantino, Paulista FC.
Em 1971, decidiu ir para o Japão, após receber apoio financeiro da Coca Cola e da Adidas para promover eventos de futebol na Terra do Sol Nascente. Além de ajudar muito a promover o futebol na Terra do Sol Nascente com shows e eventos, Sergio Echigo atuou como jogador, onde defendeu o Touwa Fudosan Soccer-bu, que depois ganhou o nome de Shonan Bellmare.

### Treinador
Imediatamente após a sua retirada como futebolista, Sérgio Echigo foi contratado como diretor técnico da Eidai Sangyo Soccer Club, permanecendo no cargo até o encerramento do clube.
Em seguida se ocupou ensinando técnica futebolística e jornalismo.

## "Elástico"
Sérgio Echigo é o inventor do drible conhecido no Brasil como "elástico" e conhecido em outros lugares do mundo como "Flip Flap". O drible inventado por Echigo nos gramados do Parque São Jorge chamou atenção de Roberto Rivellino quando ambos atuavam juntos nos aspirantes do Corinthians.
O drible inventado por Echigo foi aperfeiçoado e imortalizado por Rivellino, que o difundiu por todo o Brasil e pelo Mundo, sendo copiado e executado em diferentes épocas por outros futebolistas, como pelos brasileiros Ronaldinho Gaúcho, Ronaldo Fenômeno, Romário e Neymar; pelo português Cristiano Ronaldo; pelo holandês Edgar Davids; pelo sueco Zlatan Ibrahimovic e por muitos outros grandes futebolistas espalhados pelo mundo.

## Títulos
- Japan Soccer League Cup: 1973
- Towa Real Estate: 1973

### Prêmios
- Japan Soccer League Best Eleven: 1973, 1974

### Honrarias
- Ordem do Sol Nascente (Raios de Ouro e Prata): 2017